# 約翰·麥克福爾男爵
約翰·弗朗西斯·麥克福爾男爵，PC（英語：John Francis McFall, Baron McFall of Alcluith，1944年10月4日—），英國政治人物，2010年起進入英國上議院，現任上議院議長，曾任上議院高級副議長。